# Теос

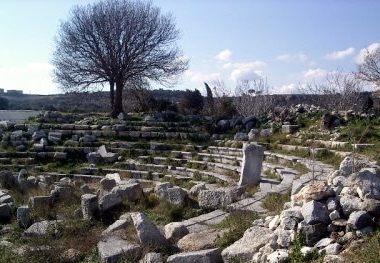
Руїни одеона у Теосі

38°10′20″ пн. ш. 26°47′27″ сх. д. / 38.1721° пн. ш. 26.7907° сх. д.
Теос (дав.-гр. Τέος) — давньогрецьке місто-держава на узбережжі Лідії. Було розташоване на південному боці півострова, утвореного горою Мімас, на північний схід від Ефеса. На території античного міста зараз існує турецьке селище Сіяджик (за 30 км від сучасного Ізміра).

## Історія
Спочатку територію, на якій виник Теос, заселяли карійці. Згодом тут намагалися облаштуватися греки-еолійці. Друга хвиля переселенців була переважно іонійською — з Аттики прибув загін на чолі з Кодридом Дамасом (іноді кажуть також про його брата Наокла і племінника Апойка — останнє ім'я, щоправда, може бути епонімом), ватажком беотійців був Герес, крім того серед переселенців були мінійці з Орхомена на чолі з Афамантом.
Внутрішній устрій Теоса мав іонійські риси — зокрема, тут святкували Апатурії, а громада ділилася на три філи за аттичним зразком (відома назва лише однієї з них — гелеонти). Найдрібнішою родовою ланкою були симморії. Поруч з родовим існував і територіальний поділ громади — на «башти» (дав.-гр. πύργοι).
Теос був одним із семи міст-засновників Іонійського союзу. Пізніше Фалес (можливо на прохання мілетського тирана Фрасибула) пропонував зробити Теос столицею єдиної держави, що могла бути утворена замість союзу, проте ініціатива не була підтримана.
У місті народилися поети Анакреон і Скифін, логограф Гекатей, філософ Протагор і географ Андрон.
Царської влади в Теосі не існувало принаймні з кінця VII сторіччя до н. е. Як і більшості інших грецьких міст деякі царські прерогативи, зокрема й жрецькі, збереглися за вищою посадовою особою, яка в Теосі називалася пританом. Очевидно, що вже після скасування спадкової монархії місто пережило смуту, для подолання якої був призначений посередник — есимнет. Повноваження есимнета були доволі широкими — пізніші документи свідчать, що протидія його наказам каралася смертю. На відміну від інших грецьких полісів в Теосі посада есимнета збереглася як постійна. Урядовці в Теосі іменувалися тімухами, і саме теоське розуміння цього терміну поширилося Східним Середземномор'ям (на Заході, зокрема в Массалії тімухами називали не урядовців, а членів міської ради).
Теосці були серед засновників грецької колонії Навкратіс у Єгипті. В середині VI ст. до н. е. більшість мешканців міста (зокрема й уже згаданий Анакреон) взагалі перебралися до колоній — Абдери у Фракії і Фанагорії на березі Боспора Кімерійського, хоча значна кількість громадян залишилася на батьківщині.
Зазвичай таку масову міграцію теосців пояснюють їхнім небажанням жити під владою персів, які в цей час підкорили Лідію і встановлювали в грецьких містах Анатолії (і в Теосі, вочевидь, також) слухняні їм тиранічні режими. Проте цілком можливо, що заселення Абдери було викликано насамперед неохідністю контролювати сусідні з нею копальні, в яких добували метал, з якого карбували монети — спочатку в колонії, а потім і в самому Теосі. Частина переселенців згодом повернулася. Це сприяло швидкому росту населення міста — під час Іонійського повстання, Теос долучив до союзного флоту аж 17 кораблів.
Після поразки повстання Теос був зруйнований, але за кілька років його відбудували — зокрема й за сприяння абедритів, які підтримували з метрополією тісніші зв'язки, аніж це зазвичай відбувалося у грецькому світі (фактично між двома містами існувала ізополія). Після битви при Мікале (479 р. до н. е.) Теос приєднався до Делоського союзу і сплачував до спільної скарбниці щорічно 6 талантів, що підтверджує неабияке господарське піднесення міської економіки.
В місті був встановлений поміркований демократичний режим. Вища владала належали народним зборам і буле. Тімухи перетворилися на суто цивільних урядовців, військом керували уповноважені народом стратеги. Водночас вживалися заходи проти узурпації і відновлення тиранії.
У 406 р. до н. е. Теос взяв в облогу Лісандр. Під спартанським контролем місто залишалося до 394 р. до н. е., коли його здобула афінська ескадра, керована Кононом. За Анталкідовим миром 386 р. до н. е. Теос повернули під перську владу, під якою він перебував аж до битви на Граніку (334 р. до н. е.). В цей час особливого значення набуло теоське святилище Діоніса — не в останню чергу завдяки праву надавати прихисток. З IV ст. до н. е. місто також стало центром релігійного братства театральних акторів — діонісійських митців.
Після звільнення Александром Великим Теоса з-під влади персів в місті збудували святилище на честь македонського царя і заснували особливе свято «Александрій». У 319 р. до н. е. владу над містом встановив Антигон Одноокий. Він спробував об'єднати Теос із сусіднім Лебедосом, переселивши його мешканців до Теоса, проте ці плани так і не здійснилися. В 302 р. до н. е. місто відбив Перелай, полководець Лісімаха. А після битви при Курупедії (281 р. до н. е. перейшло під контроль Селевківдів.
Поширити на Теос свою владу довгий час намагалися й володарі сусіднього Пергаму, але вдалося це лише Атталу I. Проте і йому довелося поступитися містом спочатку бунтівливому Ахею (між 222 і 218 р. до н. е.) а з 205 р. до н. е. — Антіоху III. У 190 р. до н. е. біля Теоса флот римлян і родосців розгромив селевкідську ескадру і за Апамейським миром місто остаточно повернулося під пергамську владу.
У 133 р. до н. е., разом з іншими пергамськими володіннями Теос був приєднаний до Римської республіки, увійшовши до римської провінції Азія. Місто зберегло самоврядування, хоча у скорченому та спрощеному вигляді. Так, документи більше не згдують тімухів, а першої особою міста став стратег, що виконував функції, за які раніше відповідав притан. У 47 р. до н. е. місто зруйнував землетрус. Відбудовали Теос вже за часів імперії — за особистого сприяння Августа.
За римських часів, окрім свят на честь Діоніса, місто було відоме своїм вином. Проте, розташоване надто близько від більшої за розмірами та впливом Смірни поступово занепало.